# فراس خوري
فراس خوري (6 مايو 1982-) مخرج وكاتب سيناريو ومحاضر باللغة السينمائية، فلسطيني ولد في مدينة حيفا في فلسطين المحتلة، اشتهر من خلال أفلامه "علم" وفيلم "أرجل مارادونا".

## حياته
درس خوري الفنون الجميلة وحصل عل درجة البكالوريس من جامعة تل أبيب، وفي عام 2008 التحق ب Berlinale Talents وهو برنامج تنمية المواهب في مهرجان برلين السينمائي الدولي. عمل على تدريس التعبير السينمائي في مسرح الحرية بمخيم جنين. هو مؤسس مجموعة فلسطين التي تقدم عروض وأنشطة سينمائية في جميع أنحاء فلسطين.
في عام 2010 فاز فيلمه القصير Yellow Mums بجائزة أفضل فيلم قصير في مهرجان القدس السينمائي، وفي عام 2019 عرض فيلمه القصير "أرجل مارادونا" لأول مرة في مهرجان بالم سبرينغز السينمائي الدولي.
كتب وأخرج خوري أول فيلم روائي طويل له "علم" والذي تم عرضه لأول مرة في مهرجان تورنتو السينمائي الدولي 2022، وفاز بالهرم الذهبي من مهرجان القاهرة السينمائي الدولي لأفضل فيلم.

## فيلموغرافيا
| السنة           | عنوان الفيلم          | كاتب الفيلم | المخرج        | ملاحظات    |
| --------------- | --------------------- | ----------- | ------------- | ---------- |
| 2005            | islamic               | فراس خوري   | فراس خوري     | فيلم قصير  |
| 2006            | اثنان عرب             | فراس خوري   | فراس خوري     | فيلم قصير  |
| 2006            | قاتل مستأجر           | فراس خوري   | فراس خوري     | فيلم قصير  |
| 2007            | سبعة أيام في دير بولس | فراس خوري   | فراس خوري     | فيلم قصير  |
| 2010            | المومياء الصفراء      | فراس خوري   | فراس خوري     | فيلم قصير  |
| 2011            | المسؤولية             | فراس خوري   | فراس خوري     | فيلم قصير  |
| 2017            | ولادة صورة            | فراس خوري   | فراس خوري     | فيلم قصير  |
| 2019            | أرجل مارادونا         | فراس خوري   | فراس خوري     | فيلم قصير  |
| 2022            | علم                   | فراس خوري   | فراس خوري     | فيلم روائي |
| مازال قيد العمل | العزيز تاركوفسكي      | فراس خوري   | هاني أبو أسعد | فيلم روائي |

## أفلام شارك فيها
كان ممثلاُ في عدة أفلام منها:
- في أي يوم سبت عام 2008.
- الوعد عام 2011.
- الهجوم عام 2012.

## جوائز
| السنة | النتيجة    | الجائزة                             | التصنيف               | العمل الفائز  | المراجع |
| ----- | ---------- | ----------------------------------- | --------------------- | ------------- | ------- |
| 2022  | فاز بجائزة | مهرجان القاهرة السينمائي الدولي     | أفضل فيلم             | علم           | [ 13 ]  |
| 2022  | رشح        | جوائز شاشة آسيا والمحيط الهادئ      | أفضل فيلم طويل للشباب | علم           | [ 14 ]  |
| 2019  | فاز بجائزة | مهرجان Sedicicorto السينمائي الدولي | مسابقة دولية          | أرجل مارادونا | [ 15 ]  |
| 2020  | فاز بجائزة | مهرجان تامبيري السينمائي            | مسابقة دولية          | أرجل مارادونا | [ 16 ]  |
| 2020  | فاز بجائزة | مهرجان لا غواريمبا السينمائي الدولي | أفضل فيلم قصير        | أرجل مارادونا | [ 17 ]  |
| 2020  | فاز بجائزة | مهرجان Aesthetica للفيلم القصير     | أفضل كوميدي           | أرجل مارادونا | [ 18 ]  |